# 紺野直幸
紺野 直幸（こんの なおゆき、1971年7月22日 - ）は、日本の男性アニメーター、キャラクターデザイナー、アニメ演出家、アニメ監督。東京都出身。
『人造人間キカイダー THE ANIMATION』の企画書に添えるイラストを描いたのがきっかけで、以後、石ノ森章太郎作品のアニメを多く手がけるようになる。

## 主な参加作品

### テレビアニメ
1994年
- 魔法騎士レイアース（1994年 - 1995年、原画）

1996年
- 機動戦艦ナデシコ（1996年 - 1997年、OP原画・原画）
- 超者ライディーン（1996年 - 1997年、OP原画・ED原画・原画）

1997年
- ルパン三世 ワルサーP38（作画監督）
- 勇者王ガオガイガー（1997年 - 1998年、原画）
- VIRUS ‐VIRUS BUSTER SERGE‐（サブキャラクターデザイン・作画監督・原画）

1998年
- Weiß kreuz（OP1原画）
- TRIGUN（作画監督）

1999年
- A.D.POLICE（キャラクターデザイン）

2000年
- 人造人間キカイダー THE ANIMATION（キャラクターデザイン・作画監督）
- 銀装騎攻オーディアン（絵コンテ）

2001年
- キカイダー01 THE ANIMATION（キャラクターデザイン）
- サイボーグ009 THE CYBORG SOLDIER（キャラクター・メカデザイン・作画監督・原画）

2002年
- 機動戦士ガンダムSEED（-2003年、原画）

2003年
- ガンパレード・マーチ 〜新たなる行軍歌〜（原画）

2004年
- DAN DOH!!（原画）
- ケロロ軍曹（-2011年、原画）
- 蒼穹のファフナー（OP原画・原画）
- トランスフォーマー スーパーリンク（原画）

2006年
- 009-1（監督・キャラクターデザイン・総作画監督）

2007年
- 獣装機攻ダンクーガノヴァ（原画）

2009年
- ハヤテのごとく!!（第2期OP絵コンテ、演出、原画）
- とある科学の超電磁砲（OP原画）

2010年
- ダンス イン ザ ヴァンパイアバンド（キャラクターデザイン・総作画監督）
- 咎狗の血（監督・キャラクターデザイン）

2011年
- とある魔術の禁書目録II（OP2原画）
- スーパーロボット大戦OG -ジ・インスペクター-（原画）
- TIGER & BUNNY（原画）
- セイクリッドセブン（原画）

2012年
- アクセル・ワールド（原画）
- エウレカセブンAO（原画）
- バトルスピリッツ　ソードアイズ（原画）

2013年
- とある科学の超電磁砲S（絵コンテ・演出）

2015年
- ダンジョンに出会いを求めるのは間違っているだろうか（絵コンテ・演出）
- ジョジョの奇妙な冒険 スターダストクルセイダース（原画）

2017年
- セントールの悩み（監督・絵コンテ・ED絵コンテ・ED演出・ED原画）

2018年
- DOUBLE DECKER! ダグ&キリル（原画）

2019年
- キャロル&チューズデイ（総作画監督）

2020年
- とある科学の超電磁砲T（ED絵コンテ・ED演出）

2021年
- ゴジラ S.P ＜シンギュラポイント＞（作画監督・原画・デザイン協力）
- ヴァニタスの手記（作画監督）

2024年
- かつて魔法少女と悪は敵対していた。（作画監督）

### 劇場アニメ
- 犬夜叉 天下覇道の剣（2003年、原画）
- トワノクオン（2011年、原画）
- 劇場版 とある魔術の禁書目録 -エンデュミオンの奇蹟-（2013年、原画）
- SHORT PEACE 『火要鎮』（2013年、作画）
- 牙狼〈GARO〉-DIVINE FLAME-（2016年、原画）

### OVA
1995年
- 神秘の世界エルハザード（原画）

1996年
- 3×3 EYES 〜聖魔伝説〜（原画）
- Ninja者（原画）

1997年
- それゆけ!宇宙戦艦ヤマモト・ヨーコII（原画）
- レイアース（メカデザイン・原画）

1998年
- でたとこプリンセス（原画）
- 聖少女艦隊バージンフリート（メカデザイン・作画監督）

1999年
- てなもんやボイジャーズ（メカデザイン）

2000年
- 真ゲッターロボ対ネオゲッターロボ（2000年 - 2001年、原画）
- 勇者王ガオガイガーFINAL（2000年 - 2003年、原画）

2004年
- 新ゲッターロボ（原画）
- コゼットの肖像（原画）
- テイルズ オブ ファンタジア THE ANIMATION（OP原画）

2008年
- 魔法先生ネギま! 〜白き翼 ALA ALBA〜（原画）

2012年
- 魔法先生ネギま! ANIME FINAL(DVD版)（アバン原画）

### Webアニメ
- T・Pぼん（2024年、総作画監督・ゲストキャラクターデザイン・銃器デザイン・原画・OP原画）

### その他
- 仮面ライダーEVE-MASKED RIDER GAIA-（挿絵）
- ワイルドアームズ ザ フォースデトネイター（原画）